# عدنان سزكين
عدنان سزكين (بالتركية: Adnan Sezgin)‏ (28 يناير 1954 بملطية في تركيا - ) هو شخصية أعمال ولاعب كرة قدم تركي في مركز الدفاع. لعب مع أضنة دمير سبور وأنقرة غوجو وسان خوزيه إيرث كويكس.